# Gabriel Briard
Pour les articles homonymes, voir Briard.
Gabriel Briard, né en 1725 à Paris et mort le 18 novembre 1777 dans la même ville, est un peintre d'histoire, paysagiste et portraitiste français.

## Biographie
Il est formé tout d'abord dans l'atelier de Charles-Joseph Natoire. Vainqueur du prix de Rome en 1749, il est pensionnaire à l'Académie de France à Rome entre 1753 et 1757. Agréé à l’Académie royale de peinture en 1761, il est reçu en 1768. C’est un peintre que la critique de son temps jugea « médiocre » et qui eut surtout la réputation d'être un bon dessinateur et pastelliste. Il posséda un atelier au Louvre.

## Œuvres
- Les Âmes du Purgatoire, salon de 1761, peint pour le maître-autel de la chapelle des Âmes du Purgatoire à l'église Sainte-Marguerite de Paris, in situ.
- Vénus donnant le bouclier à Énée, collection particulière, passé dans la vente Tajan du 29 mars 2001.
- La Résurrection du Christ, salon de 1765, commande pour le chœur de la cathédrale de Castres par Monseigneur de Barral, in situ.
- Vénus et Cupidon, Ema Gordon Klabin Cultural Foundation.
- Les Noces de Psyché, plafond de la Bibliothèque Impériale de Paris.
- Olympe assemblé, plafond de la salle du banquet royal de Versailles.
- Les Plaisirs de la campagne
- Herminie au milieu des bergers, 1768, esquisse peinte, huile sur toile, collection particulière
- Un mort ressuscité sur le tombeau d’Élisée
- Décor peint de la coupole de la chapelle du Couvent de la Reine à Versailles.

## Élèves
- Rosalie Filleul, née Boquet (1752-1794).
- Jean-Louis de Marne (1752-1829), élève de 1769 à 1770.
- Élisabeth Vigée Le Brun.